# Тлокіня-Косьцельна
Тлокіня-Косьцельна (пол. Tłokinia Kościelna) — село в Польщі, у гміні Опатувек Каліського повіту Великопольського воєводства.
Населення — 628 осіб (2011).
У 1975-1998 роках село належало до Каліського воєводства.

## Демографія
Демографічна структура станом на 31 березня 2011 року:
|          | Загалом | Допрацездатний вік | Працездатний вік | Постпрацездатний вік |
| -------- | ------- | ------------------ | ---------------- | -------------------- |
| Чоловіки | 305     | 67                 | 204              | 34                   |
| Жінки    | 323     | 61                 | 193              | 69                   |
| Разом    | 628     | 128                | 397              | 103                  |